# Pseudacteon tricuspis
Pseudacteon tricuspis är en tvåvingeart som beskrevs av Borgmeier 1925. Pseudacteon tricuspis ingår i släktet Pseudacteon och familjen puckelflugor. Inga underarter finns listade i Catalogue of Life.